# Microsoft PC Manager
Microsoft PC Manager（マイクロソフト ピーシー マネージャー）は、マイクロソフトが開発しているソフトウェアである。

## 概要
マイクロソフトがMicrosoft Storeに公式に配布しているソフトウェアであり、CCleanerと同等の機能の提供を目指している。
2022年に中国語のベータ版がMicrosoft Storeで提供された。Cドライブ内で容量が大きいファイルを探す機能、プロセスの終了機能などが存在する。

## 機能
起動すると現在のPCに必要な操作や、現在の使用メモリと一時ファイルの容量に加え主要４項目が表示される。

### ホーム

#### ブースト
メモリ使用率を低下と一時ファイルの削除を行う。

#### 正常性チェック
ファイルのクリーンアップやスタートアップアプリの有効/無効の切り替えを行える。

#### プロセス
プロセスの終了の管理が行える。

#### 詳細クリーンアップ
さまざまなファイルを、個別に削除する/しないを決めて削除できる。

#### 起動
スタートアップアプリの起動のオン・オフを個別に切り替えることができる。

### 保護

#### ウイルスの脅威の防止
Windowsセキュリティでセキュリティ設定の変更

#### Windows Update
更新を行う

#### 既定のブラウザー設定
既定のブラウザーを設定する

#### タスクバーの修復
タスクバーの外観を、元に戻す

#### 既定のアプリを復元する
既定のアプリを設定できる

#### アプリケーションの規定値を設定する
既定のアプリを設定できる

#### ポップアップ管理
ポップアップを管理する

## 評価
ライフハッカーは「完璧ではない点がある」としつつ、「Microsoft自身が開発しており、うまく機能する」と評価している。